# Collegio elettorale di Andria (Senato della Repubblica)
Il collegio di Andria fu un collegio elettorale uninominale della Repubblica Italiana per l'elezione del Senato della Repubblica. Apparteneva alla circoscrizione Puglia e fu utilizzato per eleggere un senatore nella XII, XIII e XIV legislatura.
Venne istituito nel 1993 con la cosiddetta Legge Mattarella (Legge n. 276, Norme per l'elezione del Senato della Repubblica), attuata in seguito al referendum abrogativo del 1993. La legge istituì per la Camera dei deputati e per il Senato della Repubblica un sistema di elezione misto, in parte maggioritario e in parte proporzionale. Il 75% dei parlamentari dell'assemblea veniva eletto in collegi uninominali tramite sistema maggioritario a turno unico; il restante 25% al Senato veniva eletto tramite recupero proporzionale dei più votati non eletti attraverso un meccanismo di calcolo denominato "scorporo", cioè sottraendo dal conteggio dei voti totali di una lista nella parte proporzionale i voti ottenuti dai candidati collegati alla medesima lista che erano eletti nei collegi uninominali con il sistema maggioritario.
Il collegio venne abolito insieme a tutti gli altri che costituivano il Senato con la promulgazione della legge elettorale successiva, la cosiddetta Legge Calderoli. Questa prevedeva un sistema proporzionale con premio di maggioranza, che al Senato veniva attribuito a livello regionale.

## Territorio
Il collegio di Andria era uno dei 16 collegi uninominali in cui era suddivisa la Puglia e, come previsto dal D.Lgs. del 20 dicembre 1993 n. 535, era interamente compreso nella provincia di Bari e comprendeva i seguenti comuni: Andria, Barletta, Canosa di Puglia e Trani.

## Eletti
| Elezione | Elezione | Senatore             | Partito                    |
| -------- | -------- | -------------------- | -------------------------- |
|          | 1994     | Pasquale Squitieri   | Polo del Buon Governo (AN) |
|          | 1996     | Mario Greco          | Polo per le Libertà (FI)   |
|          | 2001     | Filomeno Biagio Tatò | Casa delle Libertà (AN)    |

## Dati elettorali

### XII legislatura
|                               | Pasquale Squitieri ✔️ Eletto | Polo del Buon Governo      | 40 610  | 34,43 |  |  |  |  |  |
|                               | Giuseppe Acquaviva           | Progressisti               | 35 201  | 29,85 |  |  |  |  |  |
|                               | Ruggiero Dimiccoli           | Patto per l'Italia         | 28 649  | 24,29 |  |  |  |  |  |
|                               | Mario Calisto Abramo Ferrara | Lista Pannella-Riformatori | 5 578   | 4,73  |  |  |  |  |  |
|                               | Michele De Toma              | Rinnovamento               | 4 319   | 3,66  |  |  |  |  |  |
|                               | Oronzo Pellegrini            | Socialdemocrazia           | 2 545   | 2,16  |  |  |  |  |  |
|                               | Adriano Golino               | Lega d'Azione Meridionale  | 1 031   | 0,87  |  |  |  |  |  |
| Totale                        | Totale                       | Totale                     | 117 933 | 100   |  |  |  |  |  |
|                               |                              |                            |         |       |  |  |  |  |  |
| Voti non validi               | Voti non validi              | Voti non validi            | 17 384  | 12,85 |  |  |  |  |  |
| Votanti                       | Votanti                      | Votanti                    | 135 317 | 81,17 |  |  |  |  |  |
| Elettori                      | Elettori                     | Elettori                   | 166 700 |       |  |  |  |  |  |
|                               |                              |                            |         |       |  |  |  |  |  |
| Data: 27-28 marzo 1994        |                              |                            |         |       |  |  |  |  |  |
| Fonte: Ministero dell'interno |                              |                            |         |       |  |  |  |  |  |

### XIII legislatura
|                               | Mario Greco ✔️ Eletto     | Polo per le Libertà                | 54 959  | 48,56 |  |  |  |  |  |
|                               | Vito Malcangi             | Progressisti                       | 32 648  | 28,85 |  |  |  |  |  |
|                               | Sabino Caporale           | Mani Pulite                        | 8 491   | 7,50  |  |  |  |  |  |
|                               | Rinaldo Consiglio         | Movimento Sociale Fiamma Tricolore | 5 985   | 5,29  |  |  |  |  |  |
|                               | Michele De Toma           | Lista Pannella-Sgarbi              | 3 775   | 3,34  |  |  |  |  |  |
|                               | Marco Dell'Orco           | Ambientalisti                      | 2 547   | 2,25  |  |  |  |  |  |
|                               | Nicola Bitetto            | Gruppo Indipendente Libertà        | 2 355   | 2,08  |  |  |  |  |  |
|                               | Giambattista Damato       | Lega d'Azione Meridionale          | 1 245   | 1,10  |  |  |  |  |  |
|                               | Nicoletta Melodia Dentice | Rinnovamento                       | 1 171   | 1,03  |  |  |  |  |  |
| Totale                        | Totale                    | Totale                             | 113 176 | 100   |  |  |  |  |  |
|                               |                           |                                    |         |       |  |  |  |  |  |
| Voti non validi               | Voti non validi           | Voti non validi                    | 19 976  | 15,00 |  |  |  |  |  |
| Votanti                       | Votanti                   | Votanti                            | 133 152 | 76,76 |  |  |  |  |  |
| Elettori                      | Elettori                  | Elettori                           | 173 469 |       |  |  |  |  |  |
|                               |                           |                                    |         |       |  |  |  |  |  |
| Data: 21 aprile 1996          |                           |                                    |         |       |  |  |  |  |  |
| Fonte: Ministero dell'interno |                           |                                    |         |       |  |  |  |  |  |

### XIV legislatura
|                               | Filomeno Biagio Tatò ✔️ Eletto | Casa delle Libertà                          | 63 508  | 45,73 |  |  |  |  |  |
|                               | Leonardo Maffione              | L'Ulivo                                     | 48 357  | 34,82 |  |  |  |  |  |
|                               | Pietro Mennea                  | Lista Di Pietro                             | 9 927   | 7,15  |  |  |  |  |  |
|                               | Maria Campese                  | Partito della Rifondazione Comunista        | 8 900   | 6,41  |  |  |  |  |  |
|                               | Salvatore Tupputi              | Democrazia Europea – Socialisti Autonomisti | 4 527   | 3,26  |  |  |  |  |  |
|                               | Sandro Marano                  | Fiamma Tricolore                            | 1 832   | 1,32  |  |  |  |  |  |
|                               | Andrea Giuseppe Gentile        | Lista Pannella-Bonino                       | 1 493   | 1,08  |  |  |  |  |  |
|                               | Ciro Sorvillo                  | Lega d'Azione Meridionale                   | 330     | 0,24  |  |  |  |  |  |
| Totale                        | Totale                         | Totale                                      | 138 874 | 100   |  |  |  |  |  |
|                               |                                |                                             |         |       |  |  |  |  |  |
| Voti non validi               | Voti non validi                | Voti non validi                             | 10 581  | 7,08  |  |  |  |  |  |
| Votanti                       | Votanti                        | Votanti                                     | 149 455 | 79,66 |  |  |  |  |  |
| Elettori                      | Elettori                       | Elettori                                    | 187 621 |       |  |  |  |  |  |
|                               |                                |                                             |         |       |  |  |  |  |  |
| Data: 13 maggio 2001          |                                |                                             |         |       |  |  |  |  |  |
| Fonte: Ministero dell'interno |                                |                                             |         |       |  |  |  |  |  |